# Manuel Bettencourt da Silveira
Manuel Bettencourt da Silveira (Norte Grande (Nossa Senhora das Neves), Velas, ilha de São Jorge 5 de Fevereiro de 1818 - Toledo (Velas), Santo Amaro (Velas), Velas, ilha de São Jorge 10 de Setembro de 1873) foi produtor Agrícola em terras próprias e militar do exército português na especialidade de infantaria.

## Biografia
Prestou serviço no exército português Regimento de Guarnição nº 1, aquartelado na Fortaleza de São João Baptista, no Monte Brasil, junto à cidade de Angra do Heroísmo.
Foi um médio detentor de terras no Norte da ilha de São Jorge, nomeadamente na localidade do Norte Grande. 

## Relações Familiares
Foi filho de Manuel Ávila Sousa Bettencourt e D. Ana Eusébia. Casou em 17 de Setembro de 1840 com  D. Mariana Joséfa de Bettencourt (7 de Novembro de 1819 - ?), filha de Manuel de Sousa Machado e de D. Maria Joséfa de Jesus, de quem teve seis filhos:
1. António Bettencourt da Silveira (28 de Junho de 1863 -?), casou com D. Teresa Victorino de Bettencourt em 19 de Maio de  1884.
2. Maria (2 de Outubro de 1840 - ?)
3. Ana (1 de Outubro de 1848 - 3 de Março de 1948)
4. Isabel (13 de Maio de 1850 - ?)
5. João (Toledo (Velas), ilha de São Jorge 25 de Novembro de 1853 - Estados Unidos)
6. José (1853 - 21 de Agosto de 1853)